# 帝国燃料興業会社内淵線
帝国燃料興業会社内淵線（ていこくねんりょうこうぎょうがいしゃないぶちせん）とは、かつて樺太南部の、樺太豊栄郡落合町にあった鉄道省樺太東線大谷駅から内淵駅の間を結んでいた私鉄である。

## 概要

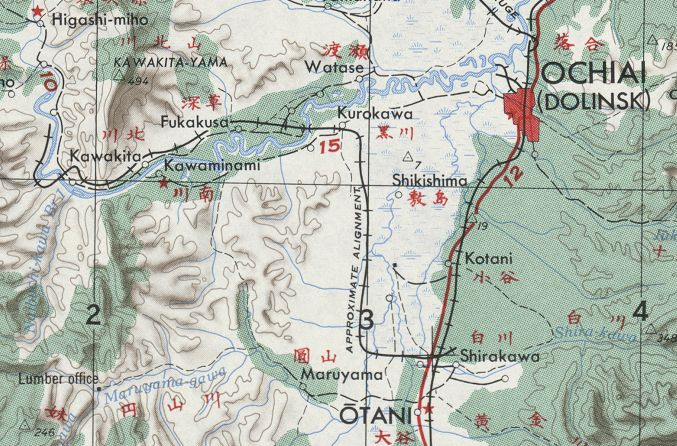
1947年時点の地図

- 路線距離：大谷駅 - 黒川 - 東内淵 - 内淵駅間 23.2 km
- 軌間：1,067 mm
- 電化区間：なし（全線非電化）

## 沿革
- 1943年（昭和18年）8月1日：樺太人造石油株式会社により大谷駅 - 内淵駅間が開業[1]。
- 1945年（昭和20年）
  - 3月：樺太人造石油株式会社が帝国燃料興業株式会社に合併されたことにより、帝国燃料興業内淵線となる。
  - 8月：ソ連軍が南樺太へ侵攻、占領し、駅も含め全線がソ連軍に接収される。
- 1946年4月1日：ソ連国鉄に編入される。
- 2019年5月31日：廃止。

## 駅一覧
| 駅名     | 営業キロ | 接続路線          | 所在地 | 所在地 | 所在地 |
| -------- | -------- | ----------------- | ------ | ------ | ------ |
| 大谷駅   | 0.0      | 鉄道省 : 樺太東線 | 樺太   | 豊栄郡 | 落合町 |
| 黒川駅   | 11.1     |                   | 樺太   | 豊栄郡 | 落合町 |
| 東内淵駅 | 16.3     |                   | 樺太   | 豊栄郡 | 落合町 |
| 内淵駅   | 23.2     |                   | 樺太   | 豊栄郡 | 落合町 |